# フライーネ
フライーネ（イタリア語: Fraine）は、イタリア共和国アブルッツォ州キエーティ県にある、人口約300人の基礎自治体（コムーネ）。

## 地理

### 位置・広がり

#### 隣接コムーネ
隣接するコムーネは以下の通り。
- カルンキオ
- カスティリオーネ・メッセール・マリーノ
- ロッカスピナルヴェーティ